# Galaxy Express 999 (película)
Galaxy Express 999 (銀河鉄道９９９ 'Ginga tetsudō 999'?) es una película de anime japonesa de 1979 dirigida por Rintaro y basada en el manga Galaxy Express 999 y en la serie de televisión del mismo nombre producida por Toei Animation.

## Reparto
- Masako Nozawa como Tetsuro Hoshino.
- Masako Ikeda como Maetel.
- Yōko Asagami como Claire.
- Kaneta Kimotsuki como Conductor.
- Makio Inoue como Capitán Harlock.
- Reiko Tajima como Queen Emeraldas.
- Kei Tomiyama como Tochirō Ōyama.
- Noriko Ohara como Crown.
- Hidekatsu Shibata como Machinery Earl.
- Fujita Huatulco como Shadow.
- Akiko Tsuboi como madre de Tetsuo.
- Gorō Naya como el doctor Pan.[1]

## Estreno
Galaxy Express 999 se estrenó en Japón el 4 de agosto de 1979, con distribución de Toei Company. Fue la película de 1979 con mejor recaudación en Japón.
Fue licenciada para Argentina y Chile por DSX Films. Se estrenó directo a DVD en Argentina el día 19 de marzo de 2014 en Gran Buenos Aires y el 30 de abril del mismo año para el resto del país bajo distribución de Argentina Video Home. En Chile se estrenó el 20 de mayo de ese mismo año, también directo a DVD, bajo distribución de la Editorial Edisur.